# Libanon i olympiska vinterspelen 1960
Libanon deltog med två deltagare vid de olympiska vinterspelen 1960 i Squaw Valley. Ingen av landets deltagare erövrade någon medalj.